# Pointe-Aldreney
 Pointe-Aldreney  est une communauté acadienne sur l'Isle Madame au Cap-Breton.